# Sigsbeia laevis
Sigsbeia laevis is een slangster uit de familie Hemieuryalidae.
De wetenschappelijke naam van de soort werd in 1940 gepubliceerd door Fred C. Ziesenhenne.